# دانشکده عالی سلطنتی هنرهای نمایشی
دانشکده عالی سلطنتی هنرهای نمایشی (انگلیسی: Royal Higher College of Performing Arts؛ ‏ اسپانیایی: Real Escuela Superior de Arte Dramático‎) که با نام اختصاری RESAD شناخته می‌شود، یک دانشکدهٔ تئاتر و هنرهای نمایشی در مادرید است.
سابقهٔ این دانشکده، به پایه‌گذاری «هنرستان دکلمهٔ اسپانیا» در مه ۱۸۳۱ میلادی به پیشنهاد «فرانچسکو پی‌یرمارینی» بر می‌گردد که در آن هنگام رئیس هنرستان عالی سلطنتی موسیقی مادرید بود. در آغاز این دانشکدهٔ زیرمجموعه‌ای از هنرستان عالی سلطنتی موسیقی مادرید بود که یک سال پیش‌تر تأسیس شده بود، اما در سال ۱۸۵۷ به دنبال تصویت قانون مویانو، از آن جدا و مستقل شد.
دانشکده عالی سلطنتی هنرهای نمایشی در اکتبر ۱۹۹۶ درهای ساختمان جدید خود در محلهٔ نینیو خسوس و در مجاورت پارک بوئن رتیرو، مادرید باز نمود. این دانشکده اکنون در سه شاخهٔ تخصصی «کارگردانی صحنه و نمایش‌پردازی»، «صحنه‌نگاری و طراحی صحنه» و «بازیگری» فعالیت دارد.